# 山川直春
山川 直春（やまかわ なおはる、1911年 - 1992年）は、日本の伝統音楽の演奏家、作曲家。

## 人物
明治44年7月1日、金沢で、貧乏士族の島田家9人兄弟の三男として生まれ、まもなく山川家の養子となる。昭和15年4月、東京音楽学校（現東京芸術大学）邦楽科生田流箏曲科に入学、宮城道雄教授から箏・三弦を学ぶ。昭和17年、東京音楽学校邦楽科生田流箏曲科卒業。同18年、大倉音楽文化研究所研究員。昭和24年9月、「現代邦楽会」を設立し会長。昭和31年、みさと笛を開発。平成4年、死去。

## 作品
昭和26年月10月、「南部牛追い唄による幻想曲」が邦楽コンクール作曲部門で一位入賞し文部大臣奨励賞を受賞
昭和31年、山川直春作曲・芸術祭参加「混声合唱と和洋の楽器のための組曲＜白山＞